# Distoleon romieuxi
Distoleon romieuxi is een insect uit de familie van de mierenleeuwen (Myrmeleontidae), die tot de orde netvleugeligen (Neuroptera) behoort. 
Distoleon romieuxi is voor het eerst wetenschappelijk beschreven door Esben-Petersen in 1936.